# Xysticus silvestrii
Xysticus silvestrii là một loài nhện trong họ Thomisidae.
Loài này thuộc chi Xysticus. Xysticus silvestrii được Eugène Simon miêu tả năm 1905.